# Vụ hỏa hoạn bệnh viện Miryang 2018
Vào ngày 26 tháng giêng 2018, 37 người chết vào nhiều hơn 130 bị thương ở một đám cháy tại bệnh viện Thế Tông ở thành phố Mật Dương của Hàn Quốc. Nó là đám cháy giết người nhiều nhất trong gần một thập kỷ. Ngọn lửa xảy ra một tháng sau 29 người đã chết trong một hỏa hoạn trường thể dục ở thành phố Jecheon. Nguyên nhân của bùng phát vẫn chưa rõ và đang được điều tra.